# Sommet informel des pays germanophones

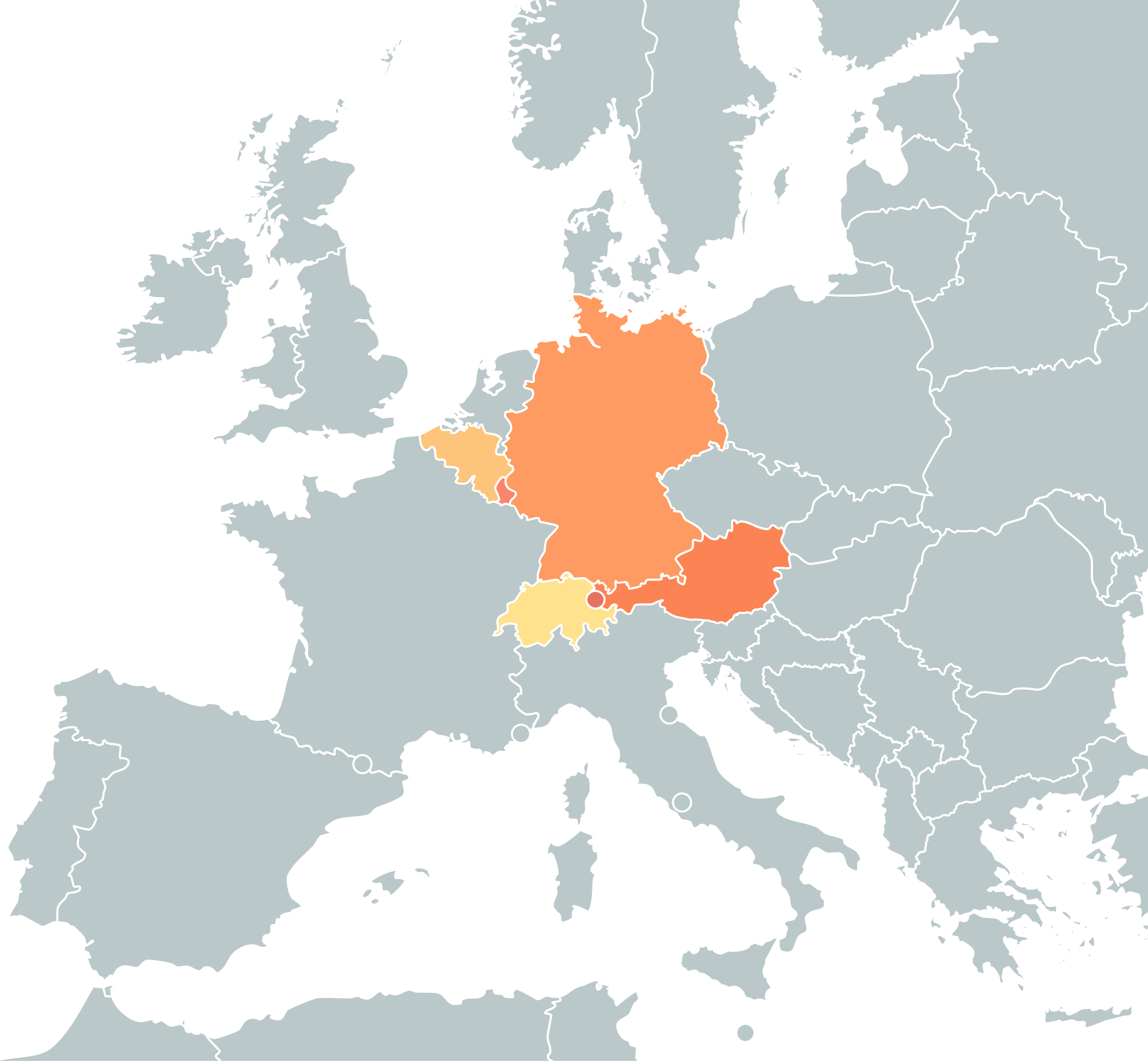
Carte des participants

Depuis 2004 se tient une journée par an le sommet informel des pays germanophones. 
Il réunit les autorités de six pays germanophones pour des discussions autour de sujets d'importance majeure pour chacun d'eux.

## Parties prenantes
Les pays participants sont :
- Allemagne, représentée par le président de la république fédérale d'Allemagne (depuis 2004)
- Suisse, représentée par le président de la Confédération suisse (depuis 2004)
- Autriche, représentée par le président de la république d'Autriche (depuis 2004)
- Liechtenstein, représenté par le prince de Liechtenstein (depuis 2005)
- Belgique, représentée par le roi des Belges (depuis 2014)
- Luxembourg, représenté par le Grand-duc de Luxembourg (depuis 2014)

En marge des sommets, des rencontres interministérielles ont lieu, notamment entre les ministres de l'intérieur.
L'Italie, qui pourtant comprend une région germanophone, le Südtirol, est le seul pays ne faisant pas partie de ces réunions informelles. De même que le Danemark, qui compte une région germanophone, le Nord-Schleswig.

## Nature
Le sommet n'a pas de portée politique, il est purement l'objet de discussions informelles. En effet, les plus petits pays n'ont pas besoin de liens plus étroits avec les autres pays. Des pays comme le Liechtenstein, en cas de coopérations, auraient peur d'un leadership trop important de pays tels que l'Allemagne.

## Lieux de réunion
Les sommets se tiennent chaque année depuis 2004 :
1. Suisse : Saint-Gall (2004)
2. Autriche : Salzbourg (2005)
3. Allemagne : Meersburg (2006)
4. Liechtenstein : Vaduz (2007)
5. Suisse : Rapperswil (2008)
6. Autriche : Eisenstadt (2009)
7. Allemagne : Lübeck (2010)
8. Liechtenstein : Vaduz (2011)
9. Suisse : Coire (2012)
10. Autriche : Innsbruck (2013)
11. Allemagne : Bad Doberan et Rostock (2014)
12. Liechtenstein : Vaduz (2015)
13. Belgique : Eupen (7-8 septembre 2016)[4]
14. Luxembourg : Luxembourg (2017)
15. Suisse :  Sils im Engadin/Segl (2018)
16. Autriche : Linz (2019)
17. 2020 : Annulé en raison du COVID-19
18. Allemagne : Potsdam (2021)
19. Liechtenstein : Vaduz et Schaan (2022)
20. Belgique : Bruxelles et Eupen (11-12 septembre 2023)[5]
21. Luxembourg : Colmar-Berg (16-17 septembre 2024)[6]

## Déroulement
Les chefs d’État et de gouvernement se rencontrent pour mener des discussions informelles autour des sujets majeurs qui les préoccupent, tels que le terrorisme, la crise des migrants, la crise financière. 
Les sommets sont également ponctués de visites. Ainsi, lors du sommet d'Eupen en 2016, les dirigeants ont rendu visite au média germanophone BRF, au parlement de la communauté germanophone, et à une école.

## Impacts
Ces réunions n'ont pas d'incidence directe. Son caractère diplomatique ne provoque pas d'avancées majeures concernant les pays germanophones. Ces derniers utilisent d'autres moyens diplomatiques, nombreux, des institutions internationales, pour toute avancée diplomatique. D'ailleurs, il n'existe pas de sujet strictement germanophone.

## Motgermanophonie
Le mot germanophonie est difficilement employable pour ce type de rencontre, d'abord parce qu'il gêne, en raison des idées nazies de Grossdeutschland, aux évocations sombres que ce terme évoque ; ensuite parce que la définition de ce terme est difficile à trouver. En effet, on ne peut pas dire avec précision ce que recouvre le terme de germanophonie. Des communautés germanophones sont présentes en Namibie, Pologne, France, Italie, ce qui ne fait pourtant pas de ces pays des états germanophones.
On ne peut donc pas considérer qu'à l'image de la Francophonie ou du Commonwealth of nations, il puisse être possible d'aboutir à une organisation de promotion et de défense de la langue allemande. Ce type de projet n'est pas à l'ordre du jour.

## Polémique autour de la participation du Luxembourg
Le grand duc du Luxembourg participe au sommet depuis 2014. La question s'est posée de sa participation, le Luxembourg ne se considérant pas comme un pays germanophone. La polémique a cependant pris fin avec le non caractère politique, donc l'importance marginale du sommet.